# EA-3148
EA-3148は、化学兵器として開発された有機リン化合物。V剤に分類される神経剤の一種である。